# Regione di Bukhara
La regione di Bukhara (in usbeco: Buxoro viloyati) è una regione (viloyat) dell'Uzbekistan, situata nel sud ovest del paese, ai confini con il Turkmenistan. All'interno della regione sono presenti numerosi monumenti e siti di interesse storico che ne fanno una meta del turismo internazionale: tra questi spicca la città vecchia di Bukhara, patrimonio dell'umanità UNESCO.

## Geografia fisica

### Clima
Il clima è tipicamente arido continentale.

## Economia
Nel territorio sono presenti significative risorse naturali, specialmente gas naturale, petrolio, grafite, bentonite, marmo, zolfo, calcare e materiali da costruzione.
Le attività industriali maggiormente sviluppate sono la raffinazione del petrolio, la lavorazione del cotone, la produzione di tessuti e l'industria leggera. Attività artigianali tradizionalmente uzbeke come il ricamo dell'oro, le ceramiche e l'incisione sono tornate in auge.

## Geografia antropica

### Suddivisioni amministrative
La regione di Bukhara è divisa in undici distretti amministrativi (tuman).

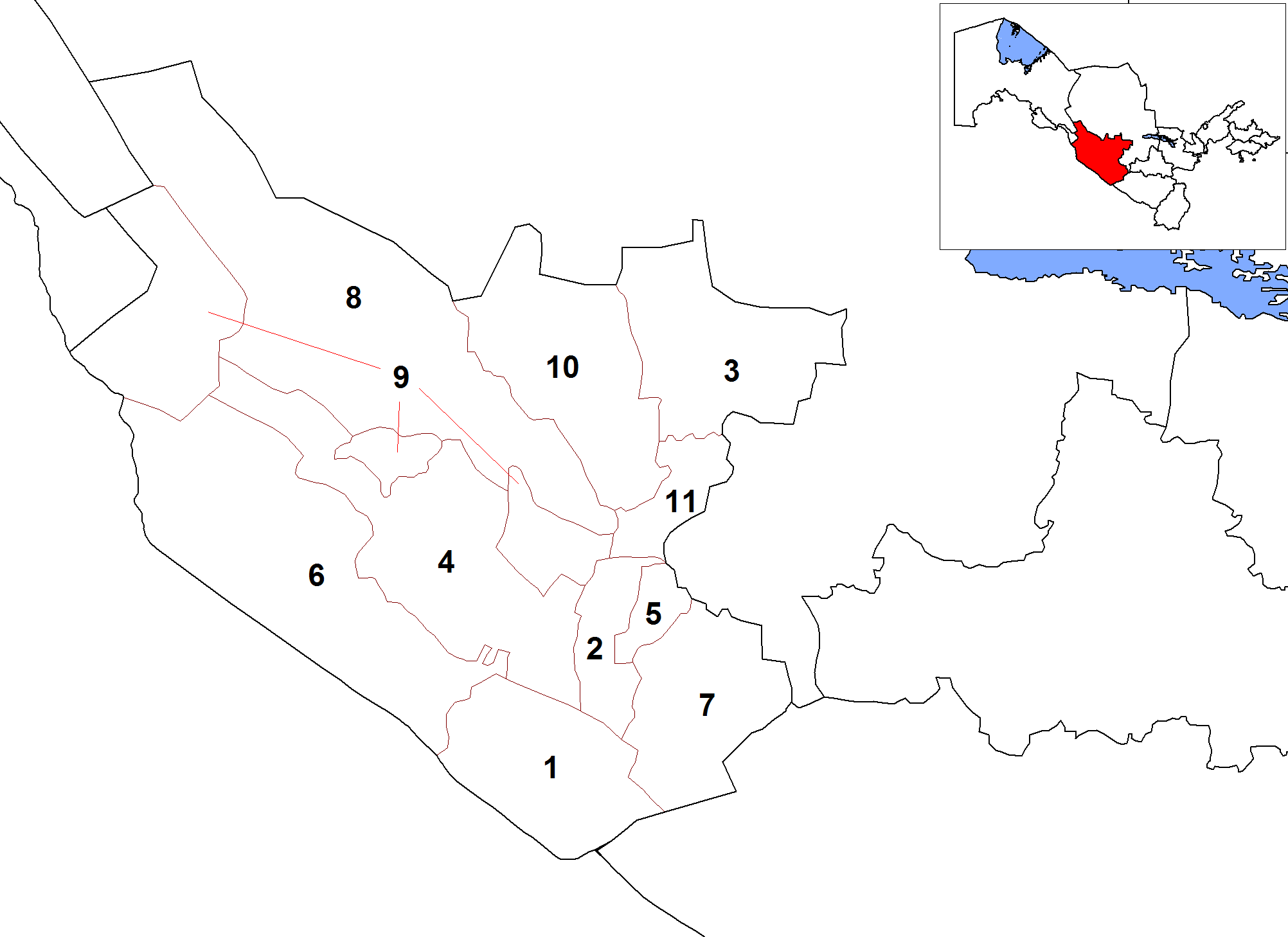
Distretti della regione di Bukhara

| #  | Distretto                | Capoluogo   |
| -- | ------------------------ | ----------- |
| 1  | Distretto di Olot        | Olot        |
| 2  | Distretto di Bukhara     | Galaasiya   |
| 3  | Distretto di Gijduvon    | Gijduvon    |
| 4  | Distretto di Djondor     | Djondor     |
| 5  | Distretto di Kogon       | Kogon       |
| 6  | Distretto di Qorako'l    | Qorako'l    |
| 7  | Distretto di Karaulbazar | Karaulbazar |
| 8  | Distretto di Peshku      | Yangibazar  |
| 9  | Distretto di Romitan     | Romitan     |
| 10 | Distretto di Shofirkon   | Shofirkon   |
| 11 | Distretto di Vobkent     | Vobkent     |